# Emile Chérif
Emile Chérif (* 11. März 2009 in Wien) ist ein französischer Kinderdarsteller.

## Leben
Emile Chérif wurde 2009 als Sohn der französischen Schauspieler Karim Chérif und Hélène Bosch in Wien geboren. Seine ältere Schwester Anaïs ist ebenfalls als Kinderdarstellerin aktiv.
Nach mehreren kleinen Rollen erhielt er 2024 die Hauptrolle in der Verfilmung des ersten Teils der Romanreihe Woodwalkers. Diese Rolle wird er in dem zweiten Teil erneut übernehmen.

## Filmografie
- 2020: Martha & Tommy (Fernsehfilm)
- 2023: La stagiaire (Fernsehserie, 2 Folgen)
- 2024: Mein Traum – Meine Geschichte (Miniserie, 1 Folge)
- 2024: Woodwalkers